# Merremia platyphylla
Merremia platyphylla är en vindeväxtart som först beskrevs av Merritt Lyndon Fernald, och fick sitt nu gällande namn av O'donell. Merremia platyphylla ingår i släktet Merremia och familjen vindeväxter. Inga underarter finns listade i Catalogue of Life.